# Atletica leggera ai XVII Giochi paralimpici estivi - Salto in lungo T11 femminile
Ai XVII Giochi paralimpici estivi la competizione del salto in lungo femminile T11 si è svolta il giorno 30 agosto 2024 presso lo Stade de France di Parigi.

## Situazione pre-gara

### Record
Prima di questa competizione, il record del mondo, il record paralimpico e i record continentali erano i seguenti.
| Record              | Prestazione    | Atleta                                    | Data e luogo                              | Competizione                              |
| ------------------- | -------------- | ----------------------------------------- | ----------------------------------------- | ----------------------------------------- |
| Record mondiale     | 5,46 m         | Silvania Costa de Oliveira Brasile        | 17 luglio 2016 San Paolo, Brasile         |                                           |
| Record paralimpico  | 5,07 m         | Purificacion Ortiz Spagna                 | 18 agosto 1996 Atlanta, Stati Uniti       | X Giochi paralimpici estivi               |
| Record africano     | 4,89 m         | Record vacante. Prestazione minima 4,89 m | Record vacante. Prestazione minima 4,89 m | Record vacante. Prestazione minima 4,89 m |
| Record panamericano | 5,46 m         | Silvania Costa de Oliveira Brasile        | 17 luglio 2016 San Paolo, Brasile         |                                           |
| Record asiatico     | 5,24 m         | Asila Mirzayorova Uzbekistan              | 25 ottobre 2023 Hangzhou, Cina            | IV Giochi para-asiatici                   |
| Record europeo      | 5,21 m         | Purificacion Ortiz Spagna                 | 1º gennaio 1997 Burgos, Spagna            |                                           |
| Record oceaniano    | Record vacante | Record vacante                            | Record vacante                            | Record vacante                            |

### Campionesse in carica
Le campionesse in carica a livello mondiale erano le seguenti.
| Campionessa | Atleta                             | Prestazione | Data e luogo                   | Competizione                         |
| ----------- | ---------------------------------- | ----------- | ------------------------------ | ------------------------------------ |
| Paralimpica | Silvania Costa de Oliveira Brasile | 5,00 m      | 27 agosto 2021 Tokyo, Giappone | XVI Giochi paralimpici estivi        |
| Mondiale    | Asila Mirzayorova Uzbekistan       | 5,18 m      | 17 maggio 2024 Kōbe, Giappone  | Campionati mondiali paralimpici 2024 |

### La stagione
Prima di questa gara, le atlete con le migliori tre prestazioni mondiali dell'anno erano:
| Pos. | Atleta                         | Prestazione | Data e luogo                  |
| ---- | ------------------------------ | ----------- | ----------------------------- |
| 1    | Asila Mirzayorova Uzbekistan   | 5,18 m      | 24 maggio 2024 Kōbe, Giappone |
| 2    | Lorena Silva Spoladore Brasile | 4,95 m      | 24 maggio 2024 Kōbe, Giappone |
| 3    | Zhou Guohua Cina               | 4,82 m      | 24 maggio 2024 Kōbe, Giappone |

## Risultati

### Finale
La finale diretta si è tenuta il 30 agosto a partire dalle 10.31.
| Pos     | Atleta                          | Nazionalità | 1ª prova | 2ª prova | 3ª prova | 4ª prova | 5ª prova | 6ª prova | Risultato | Note                                     |
| ------- | ------------------------------- | ----------- | -------- | -------- | -------- | -------- | -------- | -------- | --------- | ---------------------------------------- |
| Oro     | Asila Mirzayorova               | Uzbekistan  | 5,22 m   | 5,12 m   | 5,19 m   | 4,89 m   | 5,24 m   | 5,12 m   | 5,24 m    | Record paralimpico                       |
| Argento | Zhou Guohua                     | Cina        | 4,91 m   | 4,83 m   | 4,81 m   | 4,11 m   | x        | 4,60 m   | 4,91 m    | Miglior prestazione personale stagionale |
| Bronzo  | Alba Garcia Falagan             | Spagna      | 4,76 m   | x        | 1,40 m   | 4,59 m   | x        | x        | 4,76 m    |                                          |
| 4       | Arjola Dedaj                    | Italia      | 4,55 m   | x        | 4,47 m   | 4,47 m   | 4,52 m   | 4,75 m   | 4,75 m    | Miglior prestazione personale            |
| 5       | Delya Boulaghlem                | Francia     | 4,36 m   | x        | 4,42 m   | x        | 4,48 m   | 4,20 m   | 4,48 m    |                                          |
| 6       | Alice de Oliveira Correa        | Brasile     | x        | 4,35 m   | 4,26 m   | 1,36 m   | 4,38 m   | 4,24 m   | 4,38 m    |                                          |
| 7       | Franyeli Nataly Vargas Ruiz     | Venezuela   | 3,76 m   | 4,10 m   | 4,04 m   | 3,16 m   | x        | 4,18 m   | 4,18 m    |                                          |
| 8       | Rosario Trinidad Coppola Molina | Argentina   | 3,77 m   | 3,93 m   | 4,03 m   | 3,87 m   | 3,96 m   | 4,05 m   | 4,05 m    |                                          |
| 9       | Rosibel Colmenares              | Venezuela   | 3,86 m   | 3,90 m   | x        |          |          |          | 3,90 m    |                                          |
| 10      | Sofia Valentina Casse           | Argentina   | 3,77 m   | 3,82 m   | x        |          |          |          | 3,82 m    |                                          |
| 11      | Lorena Silva Spoladore          | Brasile     | 1,40 m   | x        | 3,67 m   |          |          |          | 3,67 m    |                                          |